# Talgat Ilyasov
Talgat Ilyasov (ur. 25 lutego 1981) – uzbecki i od 2003 roku australijski zapaśnik walczący w stylu wolnym. Olimpijczyk z Rio de Janeiro 2016, gdzie zajął siedemnaste miejsce w kategorii 74 kg.
Dwukrotny uczestnik mistrzostw świata, zajął szóste miejsce w 2003. Brązowy medalista Igrzysk Azji Centralnej w 1999 roku.
Startuje w zawodowych walkach MMA.